# Никос Пуланцас
Никос Пуланцас (грч. Νίκος Πουλαντζάς; Атина, 21. септембар 1936 — Париз, 3. октобар 1979) био је грчко-француски марксиста и политички социолог. Током 70-тих, Пуланцас је био познат, заједно са Луијем Алтусером, као водећи структурални марксиста и, док је у почетку био лењиниста, касније постаје представник еврокомунизма. Он је најпознатији због свог теоретског рада о држави, али је такође дао марксистичке доприносе анализи фашизма, друштвене класе у савременом свету, и колапсу диктаторства у јужној Европи током 70-тих (нпр., Франкова владавина у Шпанији, Салазарова у Португалу и Пападопулосова у Грчкој).

## Биографија
Пуланцас је студирао право у Грчкој, преселио се у Француску где је докторирао филозофију правних наука. Предавао је социологијуна  Венсановом универзитету у Сен-Денију од 1968. све до своје смрти. Био је ожењен за француску књижевницу Ани Леклерк и имао је једну ћерку. Починио је самоубиство 1979. скочивши са прозора пријатељевог стана у Паризу.

## Теорија државе
Пуланцасова теорија државе реаговала је на оно шта је он видео као поједностављено разумевање унутар марксизма. Пуланцас је капиталисте видео као превише фокусиране на краткотрајан и индивидуалан профит, радије него на одржавање снаге друштва у целини. Сматрао је да капиталисти користе снагу државе за свој интерес. Пуланцас је тврдио да је држава, иако релативно независна од капиталистичке класе, ипак функционише у корист капиталистичког друштва и самим тим капиталисти профитирају. Заправо се фокусирао на како је претходно успостављени поредак, као што је капитализам, може да коегзистира са социјалном социјалном стабилношћу, посебно се осврћући на национализам као вид превазилажења разлика у капиталистичком друштву. Пуланцас је доста утицао на марксисту, Боба Џесопа.
Пуланцас је тврдио да сузбијање покрета потлачених није једина функција државе. У толико пре, државна власт би морала да прибави сагласност потлачених. То ради помоћу класних алијанси, у којима доминантна група ствара алијансу са подређеним групама, као начин у коме придобија њихов пристанак. У његовом каснијем раду, Пуланцас је анализирао улогу слоја који је назвао "нова ситна буржоазија". Улога "нове ситне буржоазије" је учвршћивање хегемоније владајућег слоја, као и подривање пролетаријата да се сам организује. Фрагментација(неки би рекли и смрт) класног система је за Пуланцаса најбитнија карактеристика касног капитализма. Најбољи пример овога је виђен у анализи "Новог договора" у САД-у. Америчка владајућа класа, приставши на неке од захтева пролетаријата( нпр. минимална плата, закон о раду...), помогло је у цементирању алијансе између пролетаријата и одређене фракције капиталиста и државе. Ово је било неопходно како би капитализам наставио да постоји, владајући слој је једноставно потиснуо покрете и избегао давање уступака, који су могли довести до социјалних револуција.

## Наслеђе
Пуланцас је пружио нијансирану анализу структуре друштва у ери интернационализације произвођачких система ( данас " глобализација"). Такође, постављајући анализу друштва у центар политичке анализе, Пуланцас нас подсећа да су теоретичари политички агенти и да по налозима политичког света подржавају тренутну идеологију.

## Најпознатија дела
- Пуланцас, Никос (1970). Фашизам и диктатура:  Трећа интернационала и проблем фашизма. ISBN 978-0-902308-85-5.
- Пуланцас, Никос. Poulantzas, Nicos Ar (1975). Classes in Contemporary Capitalism. ISBN 978-0-902308-06-0.. (изд. 1973). .
- Пуланцас, Никос. Poulantzas, Nicos Ar (1976). Диктаторска криза : Портгуал, грчка, Шпанија. ISBN 978-0-902308-77-0.. (изд.1976). .
- Пуланцас, Никос. Poulantzas, Nicos Ar (1978). Политичка моћ и друштвени слојеви. Verso Editions. ISBN 978-0-86091-705-2.. (изд. 1968). .
- Пуланцас, Никос. Poulantzas, Nicos Ar (1978). Држава, моћ, капитализам. Verso. ISBN 978-0-86091-013-8.. (изд). .
- Пуланцас, Никос. Poulantzas, Nicos Ar (2008). Пуланцасов читач: Марксизам, право и држава. Verso. ISBN 978-1-84467-200-4.. изд. . .